# Walter Klepper
Walter Mihail Klepper (født 27. juli 1929 i Dundalk, Rumænien - død 9. august 2008 i Geinsheim, Tyskland) var en rumænsk/tysk komponist, dirigent, pianist, violinist og lærer i klaver.
Klepper studerede som ung violin og klaver, men slog så over i at studere komposition. Han studerede komposition i Bukarest på  Ciprian Porumbescu Musikkonservatorium. Han har skrevet 2 symfonier, orkesterværker, kammermusik, instrumentalværker, korværker etc. Han blev dirigent og senere kunstnerisk leder for Bukarest Radiosymfoniorkester, modtog i 1977 komponistprisen for sin anden symfoni (1974), af den Rumænske Komponistforening. Klepper emigrerede i 1983 til Tyskland hvor han forsatte sin komponistvirksomhed og undervisnings virksomhed.

## Udvalgte værker
- 1 Symfoni (1958) - for orkester
- 2 Symfoni (1974) - for orkester